# Masayuki Ōmori
Masayuki Ōmori (jap. 大森 征之 Ōmori Masayuki; ur. 9 listopada 1976) – japoński piłkarz występujący na pozycji pomocnika.

## Kariera klubowa
Od 1995 do 2008 roku występował w klubach Sanfrecce Hiroszima, Sagan Tosu i Nagoya Grampus.